# Vital Radzivonaw
Vital Viktaravich Radzivonaw (em Bielorrusso: Віталь Віктаравіч Радзівонаў; russo: Виталий Родионов (Vitali Rodionov); Vitebsk, 11 de dezembro de 1983) é um futebolista profissional bielorrusso que joga como atacante. Atualmente, joga no BATE Borisov. Radzivonaw também atua pela Seleção Bielorrussa de Futebol.

## Carreira
Radzivonaw começou a carreira no FC Vitebsk. Em 2003, ele foi transferido ao Torpedo Zhodino. Três anos depois, Radzivonaw se transferiu para o BATE Borisov.

## Títulos
BATE Borisov
- Vysshaya Liga: 2006, 2007, 2008, 2009, 2010, 2011, 2012, 2013, 2014, 2015, 2016
- Copa da Bielorrússia de Futebol: 2005–06, 2009–10, 2014–15
- Supercopa da Bielorrússia: 2010, 2013, 2014, 2015, 2016, 2017

Freiburg
- 2. Bundesliga: 2008–09